# Albert Günther
Albert Karl Ludwig Gotthilf Günther, viện sĩ hội Hoàng gia Luân Đôn, còn được viết là Albert Charles Lewis Gotthilf Günther (3 tháng 10 năm 1830 – 1 tháng 2 năm 1914), là một nhà động vật học, ngư học và bò sát học người Đức sinh ra tại Anh. Günther hiện được xếp hạng nhiều thứ nhì về xuất bản phân loại bò sát (sau George Albert Boulenger) với hơn 340 loài bò sát được mô tả.

## Xuất bản chọn lọc
- GÜNTHER, Albert (1858) Handbuch der Medicinischen Zoologie.
- GÜNTHER, Albert (1858) Catalogue of the Batrachia salientia in the collection of the British Museum. London.
- GÜNTHER, Albert (1858) On the geographical distribution of reptiles. Proc Zool Soc London.
- GÜNTHER, Albert (1859–70) Catalogue of the Fishes in the British Museum, eight volumes.
- GÜNTHER, Albert (1863) On new specimens of Snakes in the collection of the British Museum. Sep. Annals Mag. Nat. Hist., 1-6.
- GÜNTHER, Albert (1863) Third account of new species of snakes in the collection of the British Museum. Sep. Annals Mag. Nat. Hist., 1-17.
- GÜNTHER, Albert (1864) Report on a collection of Reptiles and Fishes made by Dr. Kirk in the Zambesi and Nyassa regions. Sep. Proc. Zool. Soc. London, 1-12.
- GÜNTHER, Albert (1864) Descriptions of new species of Batrachians from West Africa. Sep. Proc. Zool. Soc. London, 1-4. Folha manuscrita por Bocage no interior com descrição de Cystignathus Bocagei de Bolama.
- GÜNTHER, Albert (1865) Fourth account of new species of snakes in the collection of the British Museum. Sep. Annals Mag. Nat. Hist., 1-10.
- GÜNTHER, Albert (1867). “Contribution to the anatomy of Hatteria (Rhynchocephalus, Owen)”. Sep. Philosophical Transactions. II: 1–36.
- GÜNTHER, Albert (1867) Descriptions of some new or little-known species of Fishes in the collection of the British Museum. Proceedings of the Zoological Society of London, Jan. 24: 99-104, 1 estampa.
- GÜNTHER, Albert (1868). “First account of species of tailless Batrachians added to the collection of the British Museum”. Proc. Zool. Soc. London. III: 478–490.
- GÜNTHER, Albert (1868) Sixth account of new species of snakes in the collection of the British Museum. Sep. Annals Mag. Nat. Hist., 1-17.
- GÜNTHER, Albert (1868) First account of species of Tailless Batrachians added to the collection of the British Museum. Proceedings of the Zoological Society of London (III), June 25: 478-490. 4 pranchas.
- GÜNTHER, Albert (1868) Report on a collection of Fishes made at St. Helena by J.C. Meliss. Proceedings of the Zoological Society of London (II): 225-228.1 estampa.
- GÜNTHER, Albert (1868) Descriptions of freshwater Fishes made from Surinam and Brazil. Proceedings of the Zoological Society of London (II): 229-246. 3 estampas.
- GÜNTHER, Albert (1870) Catalogue of the Fishes in the British Museum. London.
- GÜNTHER, Albert (1872) Seventh account of new species of snakes in the collection of the British Museum. Annals Mag. Nat. Hist., 13-37.
- GÜNTHER, Albert (1874) Description of a new European species of Zootoca. Annals and Magazine of Natural History, August.
- GUNTHER, Albert (1874) Descriptions of some new or imperfectly known species of Reptiles from the Camaroon Mountains. Proceedings of the Zoological Society of London, June 16: 444-445. Plate 56 - Chamaeleon montium Buckholz, 1874. B - juvenil. Pl. 57: Rhampholeon spectrum Buckholz e Bothrolycus ater sp. nov.. Del. G.H. Ford..
- GUNTHER, Albert (1875) Second report on collection of Indian Reptiles obtained by the British Museum. Proceedings of the Zoological Society of London, March 16: 224-234. Plates XXX-XXXIV. Col. Tenente Beddome no Sul da Índia e Dr. Jerdon no Norte e nos Himalaias. Plate 30 - Calotes grandisquamis Gunther, 1875 - col. Bedomme no sopé do Canoot Ghat; Pl. XXXIV - Trimeresurus jerdoni sp. nov. - Jerdon, Khassya. G.H. Ford del.
- GÜNTHER, Albert (1875) Third report on collections of Indian Reptiles obtained by the British Museum. From the Proceedings of the Zoological Society of London: 567-577. 4 estampas.
- GÜNTHER, Albert (1876) Statement regarding dr. Welwitsch's Angola Reptiles. Jornal de Sciencias Mathematicas, Physicas e Naturaes, Academia Real das Sciencias de Lisboa, V (20): 275-276. Welwitsch. Seguem declarações de J.V. Barboza du Bocage.
- GÜNTHER, Albert (1876) Notes on a small collection brought by Lieut. L. Cameron, from Angola. Proceedings of the Zoological Society of London, pág. 678. Herpetologia. Ahaetulla dorsalis (Bocage). Reptilia. Serpentes.
- GÜNTHER, A. (1876) Remarks on Fishes, with Descriptions of new Species in the British Museum, chiefly from the Southern Seas. The Annals and Magazine of Natural History. Volume XVII, Fourth Series.
- GÜNTHER, A. (1876) Remarks on some Indian and, more especially, Bornean Mammals. Proceedings of the Zoological Society of London, III: 424-428. Plate XXXVII - Viverra megaspila Blyth, 1863. J.G. Keulemans del.
- GÜNTHER, A. (1876) Carta para Bocage, do Zoological Department (British Museum), 26 de Junho, a falar de Welwitsch. Arquivo histórico do Museu Bocage, CE/G-88.
- GÜNTHER, A (1877). “Notice of two large extinct lizards formerly inhabiting the Mascarene Islands”. Sep. Linnean Society's Journal - Zoology. 13: 321–328. doi:10.1111/j.1096-3642.1877.tb01387.x.
- GÜNTHER, A. (1877) The gigantic land tortoises (living and extinct) in the collection of the British Museum.[3]
- GÜNTHER, Albert (1878) - On Reptiles from Midian collected by Major Burton. From the Proceedings of the Zoological Society of London: 977-978. 1 estampa.
- GÜNTHER, A. (1879) The extinct reptiles of Rodriguez. Sep. Philosoph. Trans. Roy. Soc, 168 (extra-vol.), London: 470-472.
- GUNTHER, Albert (1879) List of the Mammals, Reptiles, and Batrachians sent by Mr. Everett from the Philippine Islands. Proceedings of the Zoological Society, London, January 14: 74-79. Plate IV - Dendrophis philippinensis Gunther, 1879 - Norte de Mindanao. Del. R. Mintern.
- GUNTHER, Albert (1882) Observations on some rare Reptiles and a Batrachian now or lately living in the Society's Menagerie. Transactions of the Zoological Society, London VI, part VII (1): 215-222, pl. 42-46. Chelys fimbriata (Schneid.) - a Matamata habita as águas estagnada do Brasil e Guiana. Pl. 43-44: Metopoceros cornutus (Wagler). A imagem representa o segundo exemplar chegado aos museus da Europa, o primeiro pertencia ao Museu de Paris e tinha vindo de San Domingo. Deste não se conhece a proveniência exacta. Ceratothrys ornata (Bell). Tejus rufescens - Mendoza.
- GÜNTHER, A. (1884) Contributions to our Knowledge of Hydromedusa, a genus of South-American freshwater Turtles. Annals and Magazine of Natural History, Fifth Series, Volume XIV: 421-425. Plate XIV.
- GÜNTHER, A. (1884) Note on some East-African Antelopes supposed to be new. Annals and Magazine of Natural History, Fifth Series, Volume XIV: 425-429.
- GÜNTHER, Albert (1885) - Note on a supposed melanotic variety of the Leopard, from South Africa. From the Proceedings of the Zoological Society of London, March 3: 243-245, estampa de Felis leopardus.
- GÜNTHER, A. (1888) Contribution to the knowledge of Snakes of Tropical Africa. Annals Mag. Nat. Hist., (6) 1: 322-335. Ahoetulla bocagei, sp. nov.. Angola.
- GÜNTHER, A. (1888) Report on a collection of Reptiles and Batrachians sent by Emin Pasha from Monbuttu, Upper Congo. Proc. Zool. Soc. London, 50-51.
- GÜNTHER, A. (1895) Notice of Reptiles and Batrachians collected in the Eastern Half of Tropical Africa. Annals Mag. Nat. Hist., (6) 15: 523-529.